# ميخائيل جوزيف روش
ميخائيل جوزيف روش (بالإنجليزية: Michael Joseph Roche)‏ هو قاضي ومحامي أمريكي، ولد في 22 يوليو 1878، وتوفي في 1 يوليو 1964.